# Hirakata
Hirakata (tiếng Nhật: 枚方市, Hi-la-kha-ta) là một thành phố đô thị loại đặc biệt thuộc tỉnh Ōsaka, Nhật Bản.
Thành phố ở phía Đông Bắc của tỉnh Osaka, giáp với các tỉnh Kyoto và Nara, rộng 65,08 km², và có 405.900 dân (ước ngày 1/8/2008).